# Archangel (boek)
Archangel is een boek van de Britse schrijver Robert Harris, dat in 1998 verscheen. Het boek is als tweedelige miniserie verfilmd.

## Het verhaal
Christopher "Fluke" Kelso is een historicus die een symposium in Moskou bijwoont. Daar raakt hij aan de praat met een zekere Papoe Rapava. Rapava had als bewaker Stalin in 1953 zien sterven, en had vervolgens samen met Beria een mysterieus kistje uit Stalins kluis gehaald en begraven. Een paar maanden later wordt Beria afgezet en wordt Rapava gemarteld omdat de regering het geheim van het kistje wil weten, waarna hij voor jaren in een werkkamp verdwijnt. 
Een dag na het vertellen van zijn verhaal wordt Rapava doodgemarteld. Kelso, die het spoor volgt, treft hem dood aan in bad. Kelso blijft het spoor volgen en komt in contact met de opdringerige Amerikaanse journalist O'Brian. Tegelijkertijd wordt hij tegengewerkt door het Kremlin dat hem om een of andere reden van zijn ontdekking wil afhouden.
Kelso ontdekt dat het kistje een dagboek bevat. Rapava had het vlak voor zijn dood aan zijn dochter Zinaida nagelaten. Het is niet een dagboek van Stalin maar dat van een jong meisje uit Archangelsk, dat beschrijft hoe ze in de zomer voor Stalins dood als een huishoudster voor Stalin heeft gewerkt. Bij het boek treffen Kelso en Zinaida gegevens aan over de gezondheid van het meisje. Uiteindelijk blijkt dat Stalin bij haar een kind heeft verwekt, een opvolger, omdat hij geen vertrouwen had in zowel zijn eigen volwassen kinderen als het Politbureau.
Kelso en O'Brian volgen het spoor naar Archangelsk en ontdekken via gesprekken met de moeder van het meisje en de plaatselijke communistische partij dat de jonge vrouw in het kraambed is overleden (of vermoord) en dat het kind, een jongen, ergens in de bossen is opgevoed door een groep toegewijde partijleden.
Kelso en O'Brian volgen het spoor en komen oog in oog te staan met Stalins zoon. De man lijkt als twee druppels water op zijn vader en is volledig in diens ideologie geïndoctrineerd door de partijleden (en als kind net als Stalin zelf zwaar mishandeld). De partijleden zijn inmiddels overleden en de jonge Stalin is als enige over. Wandelaars en toeristen die per ongeluk zijn domein betraden, waren stuk voor stuk gevangengenomen, gemarteld en gedwongen spionage te bekennen, en gedood. Kelso realiseert zich met afgrijzen hoe gevaarlijk de man is: niet alleen zouden de nationaal-communisten hem tot een icoon kunnen maken om de macht te grijpen, maar ook is de man labiel en onberekenbaar.
O'Brian, tuk op een goede 'scoop', legt het hele verhaal vast en stuurt vervolgens alles buiten Kelso's weten om door aan zijn werkgever via de satelliettelefoon. Niet lang daarna vallen de Speciale Eenheden de afgelegen nederzetting binnen en ontsnappen Kelso en 'O Brian met hulp van de jonge Stalin. Kelso, wetend hoe gevaarlijk de man is, probeert hem in Archangel kwijt te raken. De jonge Stalin springt, nog met het uniform van zijn vader aan, toch op de trein.
Als Kelso de volgende ochtend in de trein ontwaakt, staat deze stil in Vologda en stroomt de trein vol bewonderaars van de jonge Stalin. Ook Mamantov, leider van de nationaal-communisten, begeeft zich met een delegatie zware jongens aan boord. Door Kelso te overmeesteren weten ze te voorkomen dat hij het dagboek vernietigt. Daar blijkt alles van tevoren uitgekookt te zijn door Mamantov, die het dagboek al enkele maanden eerder via Rapava had ontdekt. Ook had hij al de jonge Stalin bezocht en met hem gesproken. Mamantov had het symposium georganiseerd om Kelso naar Moskou te lokken en hem in contact met Rapava gebracht, die deelgenoot van het plan was en er als fanatiek communist met plezier aan meewerkte. Doel was om zo via Kelso, een gevierd en gezaghebbend historicus, aan te tonen dat deze man werkelijk Stalins zoon is, aangezien Mamantov niet serieus zou worden genomen. Door het bericht door te sturen heeft O'Brian de geest uit de fles gelaten en langs de kant van de rails staan overal juichende mensen. Het ziet ernaar uit dat Stalins zoon zo het Kremlin kan binnenwandelen zodat Mamantov door hem als levende icoon te gebruiken in een land waar nog een latente bewondering voor Stalin heerst, de regering omver kan werpen. 
Ook blijkt waarom Rapava was doodgemarteld: hij probeerde via Kelso het boek aan Zinaida door te spelen zodat zij mee zou delen in de opbrengsten, hetgeen niet strookte met Mamantovs plannen. Op het moment dat de jonge Stalin in Moskou uit de trein stapt wordt deze echter opgewacht door Zinaida. Ze realiseert zich hoe haar vader uit liefde voor haar had gehandeld en er met zijn leven voor betaald en heft haar vaders pistool, waarschijnlijk om de jonge Stalin dood te schieten voor hij problemen kan veroorzaken.